# 多瑙河畔巴赫
多瑙河畔巴赫是德国巴伐利亚州雷根斯堡县的一个市镇。总面积14.71平方公里，总人口1840人，其中男性980人，女性860人（2011年12月31日），人口密度125人/平方公里。